# Іан Вівер
Іа́н Ві́вер (англ. Iain Weaver; 17 січня 1990, Ферндаун, Східний Дорсет) — британський професійний боксер, що виступав у напівлегкій вазі, призер чемпіонату Європи.

## Аматорська кар'єра
Іан Вівер був основним конкурентом Люка Кемпбелла за місце в складі національної збірної.
2010 року виграв чемпіонат Співдружності.

### Чемпіонат Європи 2010
- В 1/16 переміг Ореста Моліну (Іспанія) — 11-3
- В 1/8 переміг Башира Хассана (Швеція) — 8-3
- В 1/4 переміг Уаліда Белаура (Франція) — 12-7
- В півфіналі переміг Тайрона Маккалоу (Ірландія) — 10-3
- У фіналі програв Денису Макарову (Німеччина) — 2-7

2011 року на міжнародному турнірі з боксу в Херсоні був визнаний кращим іноземним боксером.
Вівер не потрапив до складу збірної на Олімпійські ігри 2012 і перейшов у професіонали.

### Професіональна кар'єра
Протягом 2013—2020 років провів 8 боїв, в яких здобув 6 перемог.